# Frédéric Erens
Frédéric Erens (Gent, 27 juni 1968) is een Belgisch Vlaams-nationalistisch politicus van het Vlaams Belang.

## Levensloop
Erens werkte van 1991 tot 1994 als verkoper bij Ford Motor Company in Halle en leidde van 2004 tot 2024 een bank- en verzekeringskantoor in Brussel.
Als Franstalige Vlaming was Erens eerst politiek actief voor de Franstalige extreemrechtse partijen Parti des Forces Nouvelles en Front National. Voor deze laatste partij was hij parlementair medewerker. In 1991 verliet Erens het FN en sloot hij zich aan bij het toenmalige Vlaams Blok. Hij droeg bij aan de oprichting van de Brusselse regionale afdeling van de partij en was er van 1991 tot 2000 de voorzitter van. en van 2001 tot 2004 voorzitter van de jongerenafdeling van het Vlaams Blok. In die hoedanigheid introduceerde hij de jongerentrefdag binnen de partij. Van 2009 tot 2015 was Erens nogmaals voorzitter van de regionale Brusselse Vlaams Belang-afdeling.
Van 2004 tot 2009 zetelde hij voor Vlaams Blok/Vlaams Belang in het Brussels Hoofdstedelijk Parlement, waar hij lid was van de commissie Financiën, Begroting, Openbaar Ambt, Externe Betrekkingen en Algemene Zaken. Erens was van 2009 tot 2012 tevens gemeenteraadslid van Brussel. Bij de Vlaamse verkiezingen van 25 mei 2014 en die van 26 mei 2019 trok hij de Vlaams Belang-lijst voor het Vlaams Parlement in de Kieskring Brussel-Hoofdstad, maar werd telkens niet verkozen. 
In 2012 was hij een eerste maal lijsttrekker bij de lokale verkiezingen in de stad Brussel, waar Erens in deelgemeente Neder-over-Heembeek woonde. Ook bij de gemeenteraadsverkiezingen van oktober 2018 trok Erens de lijst van Vlaams Belang in de stad Brussel.
In 2013 diende hij een klacht in betreffende de houding van het Brusselse stadsbestuur jegens het Vlaams Belang op basis van schending van de rechtsgelijkheid tussen burgers. Hij kreeg hierin gelijk van de Vaste Cultuurpactcommissie (VCP). Aanleiding was dat alle meerderheids- en oppositiepartijen - op het Vlaams Belang na - in het Brusselse stadsblad 'De Brusseleir' hun mening mochten ventileren over het beleid de voorafgaande zes jaar naar aanleiding van de gemeenteraadsverkiezingen van 2012.
Sinds 2022 is Erens voorzitter van de provinciale afdeling van Vlaams Belang in Vlaams-Brabant, waar hij zich in de gemeente Keerbergen had gevestigd. Bij de Vlaamse verkiezingen van 9 juni 2024 kreeg hij de derde plaats op de VB-lijst in deze kieskring en werd hij verkozen in het Vlaams Parlement. Erens werd er vast lid van de commissies Mobiliteit en Openbare Werken en Buitenlands Beleid, Europese Aangelegenheden en Internationale Samenwerking.
Sinds december 2024 is Erens tevens gemeenteraadslid van Keerbergen.
Gerelateerde onderwerpen: Partijprogramma · 70-puntenplan · Cordon sanitaire · Racismeklacht